# Delgamma sanctae
Delgamma sanctae är en fjärilsart som beskrevs av Louis Beethoven Prout 1927. Delgamma sanctae ingår i släktet Delgamma och familjen nattflyn. Inga underarter finns listade i Catalogue of Life.